# Laura Bassett
Laura Bassett (* 2. August 1983 in Nuneaton) ist eine englische ehemalige Fußballspielerin. Sie spielte zuletzt für Canberra United in Australien und von 2003 bis 2017 in der englischen Nationalmannschaft.

## Werdegang
Bassett begann ihre Fußballlaufbahn mit neun Jahren bei den Bedworth Girls, mit 14 wechselte sie zu Coventry und spielte in der Northern Division der FA Women’s Premier League. 2000 wechselte sie zu  den Birmingham City Ladies für die sie zunächst bis 2008 spielte, wobei sie 2006 einen Abstecher in die USA machte und für New York Magic in der W-League spielte. Nach einer Saison bei Leeds, mit denen sie 2010 den FA Women’s Premier League Cup gewann, kehrte sie wieder zu den Birmingham City Ladies zurück.

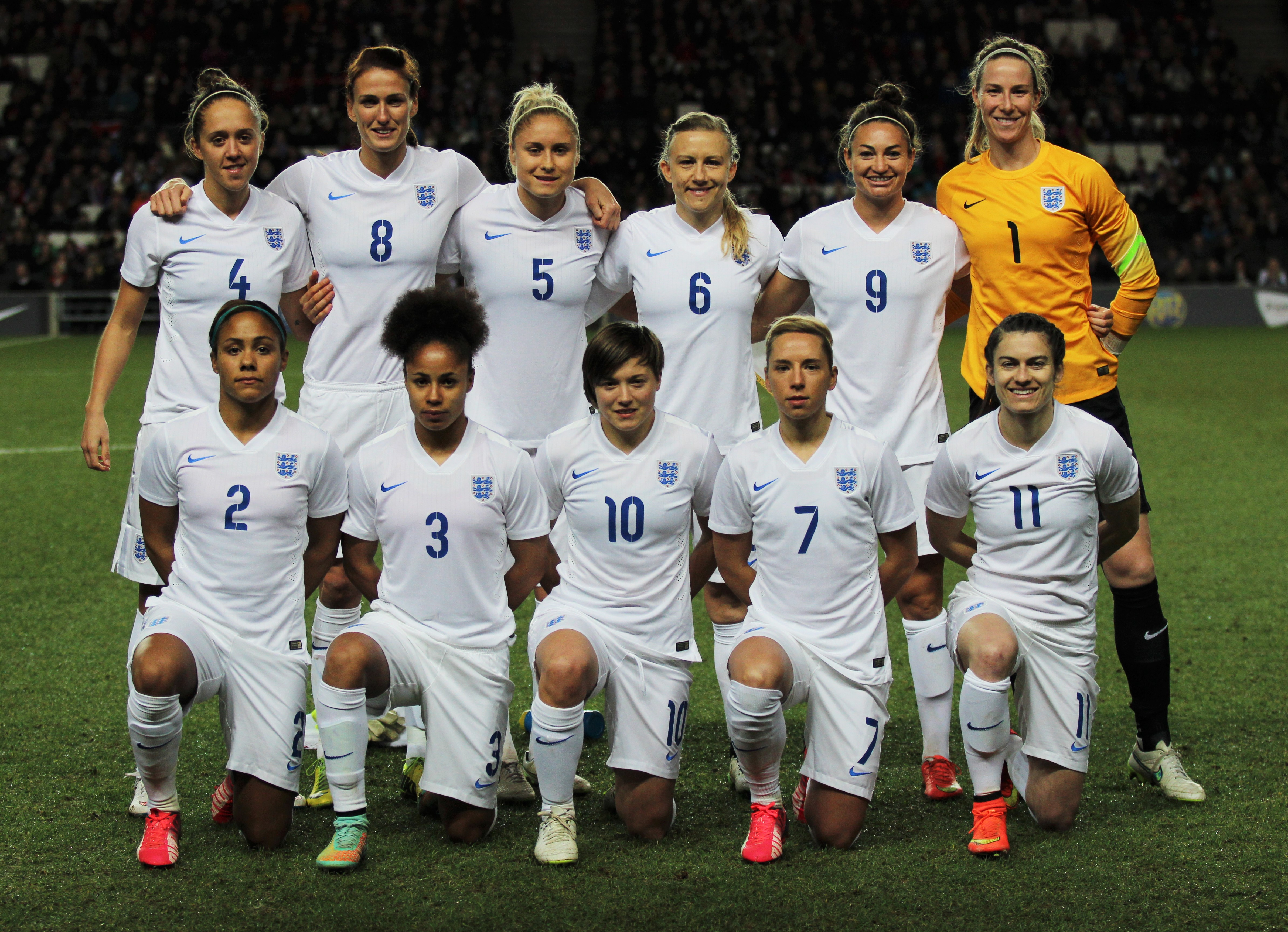
Bassett (Nr. 6) mit der englischen Nationalmannschaft vor dem Spiel gegen die USA am 13. Februar 2015

Bassett spielte für die englischen Jugend-Mannschaften und als sie am 25. Februar 2003 ihr erstes A-Länderspiel machte, war sie die erste A-Nationalspielerin für Birmingham City. Bassett war Mitglied des englischen Kaders für die EM 2009, wurde aber nur im Viertelfinale gegen Gastgeber Finnland eingewechselt, und war Mitglied des Kaders für die WM 2011. Bassett wurde lediglich im Gruppenspiel gegen Japan in der 90. Minute eingewechselt. Im November 2013 wechselte sie zum Ligakonkurrenten FC Chelsea.
Bei der Fußballweltmeisterschaft 2015 in Kanada gehörte Bassett zum englischen Kader. Sie stand in sechs Spielen in der Startelf und spielte immer bis zum Ende des Spiels. Nur im dritten Gruppenspiel gegen Kolumbien wurde sie nicht eingesetzt. Im Halbfinale gegen Japan unterlief ihr in der zweiten Minute der Nachspielzeit bei einem Abwehrversuch das entscheidende Eigentor zum 1:2-Endstand. England verpasste dadurch eine mögliche Verlängerung und das Finale. Im Spiel um Platz 3 gelang ihr mit ihrer Mannschaft aber erstmals ein Sieg gegen Deutschland.
Bei der EM-Endrunde 2017 gestritt sie gegen Portugal ihr letztes Länderspiel.
Im Juni 2019 gab sie ihr Karriereende bekannt.

## Erfolge
- Englische Liga-Pokalsiegerin: 2009, 2010
- WM-Dritte 2015